# Bessy (Comic)
Bessy war eine zuerst in Belgien veröffentlichte, dann vom (west-)deutschen Bastei-Verlag zwischen 1965 und 1985 herausgegebene Abenteuer-Comicserie um die namensgebende Collie-Hündin Bessy als Begleiterin ihres menschlichen Besitzers Andy. Die – abgesehen von verschiedenen Spezial- und Sonderausgaben – in der Regel wöchentlich herausgegebenen, in ihren Einzelheften bei der Handlung in sich abgeschlossenen Geschichten sind im Milieu des Wilden Westens angesiedelt.

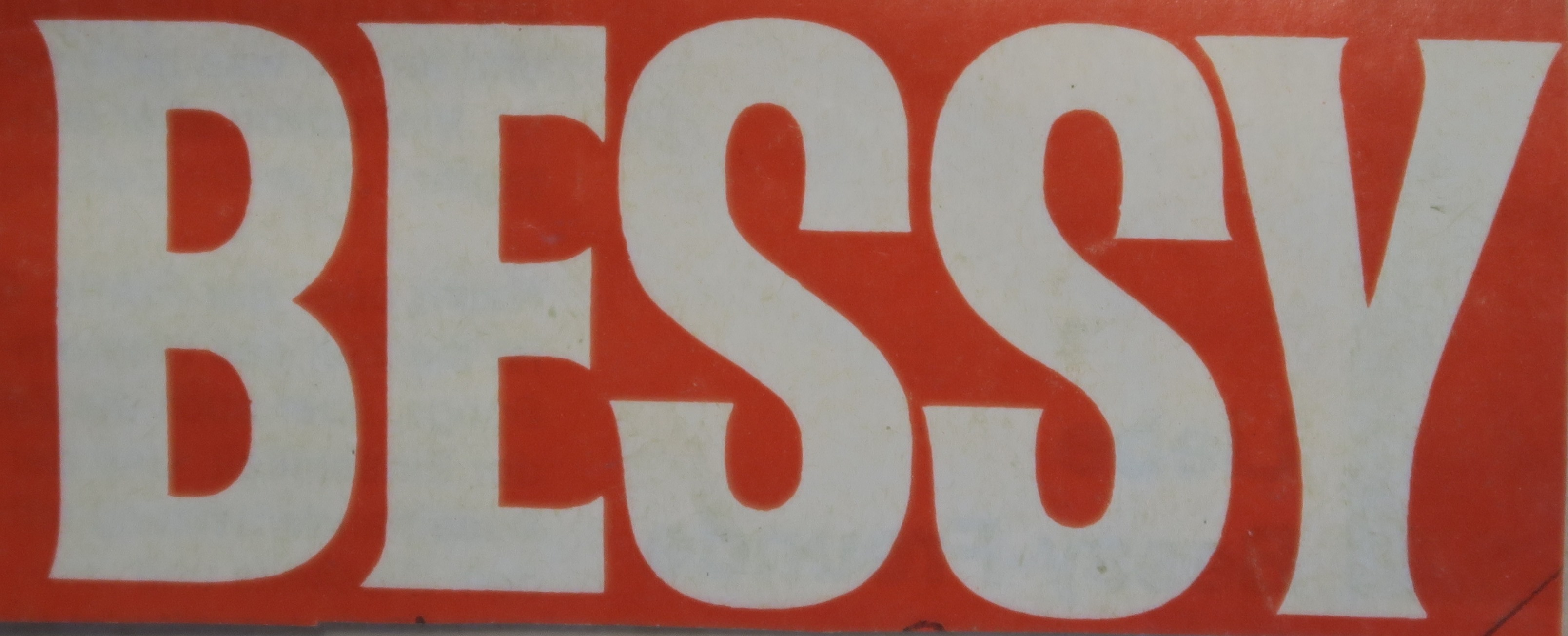
Bessy

## Schöpfer der Serie
Die Serie wurde vom Studio des belgischen Comiczeichners Willy Vandersteen gestaltet. Neben Vandersteen, der das Konzept 1952 entwickelt hatte, war der in seinem Studio angestellte Zeichner Karel Verschuere wesentlich an der Gestaltung der Comics beteiligt, sodass beide unter dem gemeinsamen Pseudonym Wirel (Willy und Karel) veröffentlichten. Unterstützt wurden sie dabei unter anderem von Frank Sels. Die durchgehend farbig gezeichneten Abenteuer der Hündin Bessy und ihres Herrchens Andy Cayoon waren realistisch gezeichnet. Zwischen 1965 (ab Heft 2) und 1979 zeichnete Klaus Dill die Titelbilder.

## Veröffentlichungen
Der Comic wurde 1952 zuerst in der belgischen Zeitung La Libre Belgique veröffentlicht. In Deutschland erschien Bessy erstmals ab 1957 als Fortsetzungsgeschichte in der Illustrierten Der Hausfreund / 7 Tage. Bis 1968 brachte diese Illustrierte insgesamt 19 Bessy-Abenteuer heraus. Der Bastei-Verlag veröffentlichte Bessy zunächst in der Kinder-Zeitschrift Pony, nach deren Einstellung dann in der ebenfalls verlagszugehörigen Comiczeitschrift Felix. Dabei wich der Verlag von der Erscheinungsreihenfolge des Originalmaterials ab und sparte insbesondere die Anfangsgeschichten, in denen Andys Familie vorgestellt wurde, aus. Da seitens Bastei die Nachfrage nach den Geschichten sehr groß war und das Studio Vandersteen anfangs die Nachfrage nicht bedienen konnte, wurden die von Verschuere gezeichneten Karl-May-Geschichten umgearbeitet und im deutschsprachigen Markt als Bessy-Geschichten verkauft. So erhielt Old Shatterhand das Gesicht von Andy, während Bessy den Zeichnungen nachträglich zugefügt wurde. Dementsprechend spielte der Charakter Bessy in diesen Geschichten nur eine untergeordnete Rolle.
Ab 1965 erschienen die Geschichten als eigenständiges Heft, das um einen redaktionellen Teil, in dem unter anderem weitere Verlagsprodukte des Bastei-Verlags beworben wurden, erweitert wurde. Die Startauflage betrug 220.000 Exemplare. Der Erscheinungsrhythmus war zuerst vierwöchentlich, wurde aber schon mit Heft Nummer 6 auf zweiwöchentlich umgestellt. Ab Heft Nummer 58 erschien Bessy wöchentlich. Bis 1985 wurden 992 Hefte veröffentlicht, dazu kamen Taschenbücher, Doppel- und Sammelbände. Ältere Abenteuer von Bessy wurden in den Jahren 1976 bis 1980 neu aufgelegt. Unter dem Titel Bessy Classic erschienen in den Verlagen Hutterer & Förster und Hethke in den 1980er und 1990er Jahren Neuauflagen alter Abenteuer.
In den Jahren 1986 bis 1988 brachte der Bastei-Verlag eine Alben-Serie unter dem Titel Bessy – Rettung für die bedrohten Tiere heraus. Darin sind Andy und Bessy zusammen mit der Fotografin Aneka als Journalisten im Auftrag einer Umweltschutzorganisation unterwegs. Die Reihe umfasste sieben Bände. Eine vierteilige Serie als großformatige Hefte unter dem Titel Bessy – Die Abenteuer der Naturschützer über dasselbe Trio schloss sich an. Spielten die ursprünglichen Bessy-Geschichten in der zweiten Hälfte des 19. Jahrhunderts, so sind die Geschehnisse von Bessy – Rettung für die bedrohten Tiere und Bessy – Die Abenteuer der Naturschützer in der Gegenwart angesiedelt.
Ab Juli 2023 erschienen erneut Bessy-Hefte in Deutschland, diesmal im Mila-Verlag. Dabei handelte es sich weitgehend um die Geschichten der Anfangsjahre (ungekürzt, die deutsche Übersetzung orientiert sich am belgischen Originaltext, die Kolorierung der belgischen Alben wurde übernommen). Das erste vom Mila-Verlag herausgegebene Heft, gezeichnet von Karel Verschuere, trug den Titel „Ein Opfer für die Geister der Nacht“ (entsprach Band 137 „Die Geister der Nacht“ der Bastei-Erstauflage aus dem Jahr 1969). Nach Angaben des Mila-Verlags sollen auch die 68 Bessy Classics des Hethke Verlags ungekürzt neu koloriert veröffentlicht werden.
Der Flame Jeff Broeckx zeichnete für das Studio Vandersteen in Belgien acht Western-Geschichten der Bessy-Originalserie (die ersten sieben Geschichten und die vierzehnte) zwischen 1991 und 1997 komplett neu, als Autor fungierte Marck Meul. Diese 46-seitigen Comic-Alben erschienen in Deutschland ab März 2024 im Mila-Verlag. Lediglich die ersten sieben Seiten des ersten neugezeichneten Bessy-Abenteuers „Die Pioniere“ wurden bereits 1998 in dem Comic-Magazin Die Sprechblase in deutscher Übersetzung veröffentlicht. Sie schildern, wie Andy Cayoon erstmals auf die Colliehündin Bessy trifft.

## Hörspiele
Um 1973 produzierte das Label Europa Hörspielfassungen der Bessy-Abenteuer Die Dynamit-Falle und Der Gesetzlose, die auf Langspielplatte erschienen. Ein weiteres Bessy-Hörspiel mit dem Titel Der Wundercolt von Abilane erschien 1980 bei Poly sowohl auf Langspielplatte als auch auf Kompaktkassette.